# The Cat and the Chestnuts
The Cat and the Chestnuts è un cortometraggio muto del 1913 diretto da Warwick Buckland.

## Trama
Una ragazza ostacola un debitore che ruba la collana di suo zio.

## Produzione
Il film fu prodotto dalla Hepworth.

## Distribuzione
Distribuito dalla Hepworth, il film - un cortometraggio di 244 metri - uscì nelle sale cinematografiche britanniche nel marzo 1913.
Si conoscono pochi dati del film che, prodotto dalla Hepworth, fu distrutto nel 1924 dallo stesso produttore, Cecil M. Hepworth. Fallito, in gravissime difficoltà finanziarie, il produttore pensò in questo modo di poter almeno recuperare il nitrato d'argento della pellicola.